# Gateways to Annihilation
Gateways to Annihilation är det amerikanska death metal-bandet Morbid Angels sjunde studioalbum, som gavs ut den 17 oktober 2000 av Earache Records. Detta är det sista albumet med Erik Rutan innan han gick över till sitt huvudband, Hate Eternal.

## Innehållsförteckning
1. "Kawazu" (instrumental) – 0:35
2. "Summoning Redemption" – 7:17
3. "Ageless, Still I Am" – 5:18
4. "He Who Sleeps" – 4:05
5. "To the Victor the Spoils" – 3:43
6. "At One with Nothing" – 4:34
7. "Opening of the Gates" – 5:15
8. "Secured Limitations" – 4:40
9. "Awakening" (instrumental) – 1:21
10. "I" – 3:50
11. "God of the Forsaken" – 3:50

- Text: Steve Tucker (spår 2–7, 10, 11), Trey Azagthoth (spår 8)
- Musik: Trey Azagthoth (spår 2, 3, 5–8, 10), Steve Tucker (spår 4–6, 10), Erik Rutan (spår 11)

## Medverkande
Musiker (Morbid Angel-medlemmar)
- Trey Azagthoth – gitarr, gitarrsynth, extra sång ("Secured Limitations")
- Steve Tucker – basgitarr, sång
- Erik Rutan – gitarr, keyboard
- Pete Sandoval – trummor

Produktion
- Jim Morris – producent, ljudtekniker, ljudmix, mastering
- Morbid Angel – producent
- Peter Tsakiris – omslagsdesign
- Dan Seagrave – omslagskonst
- Alex Solca – foto